# Oscar Andersson (uppfinnare)
Oscar Vilhelm Andersson, född 10 november 1909 i Göteborgs Vasa församling, död 3 oktober 1996 i Björkekärrs församling, var en svensk konstruktör av den elektriska adventsljusstaken. 
Oscar Andersson arbetade som lagerarbetare hos Philips i Göteborg. Han konstruerade med hjälp av julgransbelysning och en bågformad ljusstake den första elektriska adventsljusstaken redan år 1934. Få trodde på idén när den presenterades. Ändå påbörjades tillverkning och försäljning år 1937. Den elektriska adventsljusstaken gjorde succé, och samtliga tillverkade exemplar var slutsålda före julhelgen samma år.
Numera tillverkas flera hundratusentals adventsljusstakar varje år, varav ett betydande antal går på export.
Oscar Andersson är begravd på Kvibergs kyrkogård i Göteborg.